# Животные, люди и мораль
«Животные, люди и мораль. Исследование жестокого обращения с животными» (англ. Animals, Men and Morals: An Inquiry into the Maltreatment of Non-humans) — сборник статей о правах животных, опубликованный в 1971 году под редакцией оксфордских философов Стэнли и Рослинд Годловичей из Канады и Джона Харриса из Великобритании. Редакторы были членами Оксфордской группы — группы аспирантов, созданной в Оксфордском университете в 1968 году, которые начали поднимать вопросы прав животных на семинарах и проводить местные кампании против промышленного животноводства и охоты на выдр.
Книга была новаторской для своего времени, поскольку это была одна из первых публикаций в середине XX века, чётко выступающая за освобождение животных/права животных, а не просто выражающая сострадание из-за жестокого обращения с ними. Редакторы написали в предисловии: «После того, как моральная оценка стала полностью ясной, не может быть никакого рационального оправдания убийству животных, будь то убийство для еды, науки или чисто личного удовольствия».

## Предпосылки
Помимо Годловичей и Харриса, группа также включала аспиранта философии Дэвида Вуда и студента социологии Майка Питерса. Годловичи незадолго до этого стали веганами по моральным соображениям, и вскоре после их знакомства с Харрисом и Вудом те заняли такую же позицию в вопросе эксплуатирования животных и стали вегетарианцами. Затем группа начала поднимать этот вопрос на лекциях и семинарах по моральной философии в Оксфорде, а также начала местную кампанию против промышленного животноводства, охоты на выдр и других аспектов эксплуатации животных.
Первоначальным вдохновением для книги стала статья «Права животных» (англ. The Rights of Animals) романистки Бриджит Брофи, опубликовання в The Sunday Times в октябре 1965 года. Статья Брофи была разрушительной в своём кратком и несентиментальном высказывании за права животных. Она заканчивалась словами:
На самом деле, я полная противоположность антропоморфиста. Я не считаю животных превосходящими людей или даже равными нам. Вся идея достойного обращения с животными основывается на том, что мы являемся высшим видом. Только нашему виду доступны воображение, рациональность и нравственный выбор — и именно поэтому мы обязаны признавать и уважать права животных.
Вскоре после того, как Годловичи и Харрис прочли статью, у них появилась идея создания книги или сборника статей. Многое из того, что было написано в то время о защите животных, было написано антропоморфно и сентиментально. Была явная необходимость в альтернативе, в виде четкой и строгой философской и нравственной точки зрения. Группа начала составлять список возможных участников. Они отправились в Лондон и встретились с Брофи, которая отнеслась с энтузиазмом и согласилась внести свой вклад. Брофи также познакомила их с клиническим психологом из Оксфорда Ричардом Райдером, который впоследствии согласился написать статью об экспериментах на животных. Группа начала посещать издателей, и Джайлс Гордон из Victor Gollancz убедил их самих написать главы для книги, а также пригласить более известных авторов, что сделало бы книгу более интересной. В итоге Gollancz согласился опубликовать её.

## Содержание
Книга содержит статьи Рут Харрисон о промышленном животноводстве; Мюриэль Даудинг, основательницы Beauty Without Cruelty, о мехах и косметике; Ричарда Райдера об опытах на животных; и Теренса Хегарти из Фонда замены животных в медицинских экспериментах про альтернативы.
Джон Харрис также написал об убийстве для еды, Морин Даффи — об охоте, Бриджит Брофи — о необходимости прав животных, а Рослинд и Стэнли Годловичи — об этике. Кроме того, в сборник включены статьи Леонарда Нельсона об обязанностях по отношению к животным и Дэвида Вуда и Майкла Питерса о социологической позиции. Книга заканчивается постскриптумом от профессора философии в Университете Сассекса Патрика Корбетта: «Пусть рабство животных воссоединится на кладбище прошлого с рабством людей!».
В статье Райдера впервые в независимом издании было использовано понятие «видовая дискриминация». До этого Райдер использовал его в самостоятельно напечатанной брошюре 1970 года, озаглавленной «Видовая дискриминация», которую он распространял в Оксфорде. Он утверждал в книге, что видовая дискриминация является настолько же нелогичной, как и расизм, написав, что «вид» и «раса» являются неопределенными терминами, и спросив: «Если при особых условиях однажды стало бы возможным скрестить профессора биологии с обезьяной, где находился бы отпрыск — в клетке или колыбели?».

## Реакция
После публикации книга столкнулась с проблемой, потому что два экспериментатора на животных, упомянутые редакторами в статье Райдера, возразили против того, что было о них написано. Издатель Gollancz под угрозой судебного иска по возмещению убытков был вынужден вставить листок с опечатками во все экземпляры книги. С точки зрения общественной реакции, необычный и радикальный подход, предпринятый авторами, привёл к небольшому ажиотажу в Великобритании. Джон Харрис дал интервью в радиопрограмме PM и появился на местном телевидении. О книге также был написан ряд обзоров в журналах.
Однако прогресс в правах животных в конечном счете был достигнут другим путём. Австралийский философ Питер Сингер, бывший аспирантом в Оксфорде, после знакомства с Годловичами стал вегетарианцем и написал отзыв о статье Рослинд Годлович из книги. В своей рецензии на книгу для The New York Review of Books в 1973 году Сингер впервые использовал термин «освобождение животных», написав, что «„Животные, люди и мораль“ — это манифест движения за освобождение животных». Статья побудила The New York Review дать Сингеру заказ на книгу на эту тему, которая была опубликована под названием «Освобождение животных» (1975) и стала одним из канонических текстов движения за права животных.